# Napoléon (poisson)
Pour les articles homonymes, voir Napoléon (homonymie).
Cheilinus undulatus · Napoléon, Labre géant
Espèce
Statut de conservation UICN

 EN A2bd+3bd : En danger
Statut CITES
Le Napoléon ou labre géant (Cheilinus undulatus) est une espèce de poissons osseux marin démersal de la famille des Labridae.
Le napoléon est le plus grand des labres et le plus grand des poissons osseux des récifs coralliens.

## Description
Le napoléon est un des plus grands poissons osseux des récifs coralliens, pouvant atteindre 2,30 m de long et peser près de 200 kg. Toutefois sa taille moyenne est de 60 cm.
Il est le plus grand représentant de sa famille les Labridae.
Son apparence est massive, son corps est comprimé latéralement, le mâle adulte possède une bosse proéminente sur le front.
La bouche terminale est grande, charnue et protractile (c'est-à-dire qu'elle peut être projetée vers l'avant pour mieux capter la nourriture).
Les yeux sont relativement petits et globuleux.
Les juvéniles et les jeunes femelles sont de teinte brunâtre à verdâtre avec deux traits noirs distinctif en arrière de l’œil.
L'adulte est généralement vert olive avec sur les flancs de nombreux traits noirs verticaux et un réseau de marbrures jaunâtres sur la tête.
La nageoire caudale a un profil convexe et est bordée à son extrémité par un liseré blanc.
La nageoire anale et la dorsale sont bien en arrière du corps, leurs extrémités sont arrondies et sont dans le prolongement du corps. Le napoléon se déplace dans l'eau principalement à l'aide de ses nageoires pectorales,.
Il doit son nom à sa bosse, qui rappelle le bicorne de Napoléon.

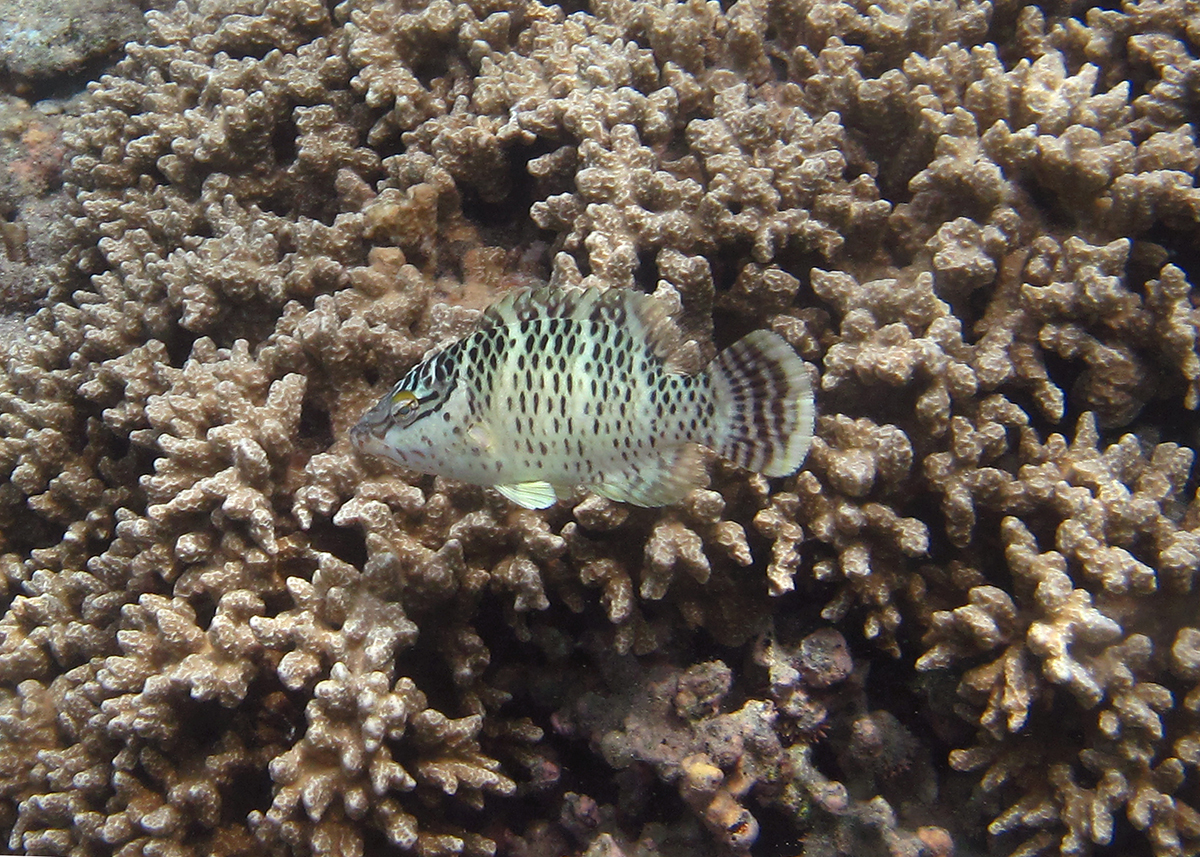
Juvénile.
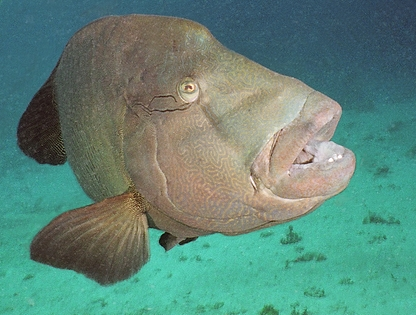
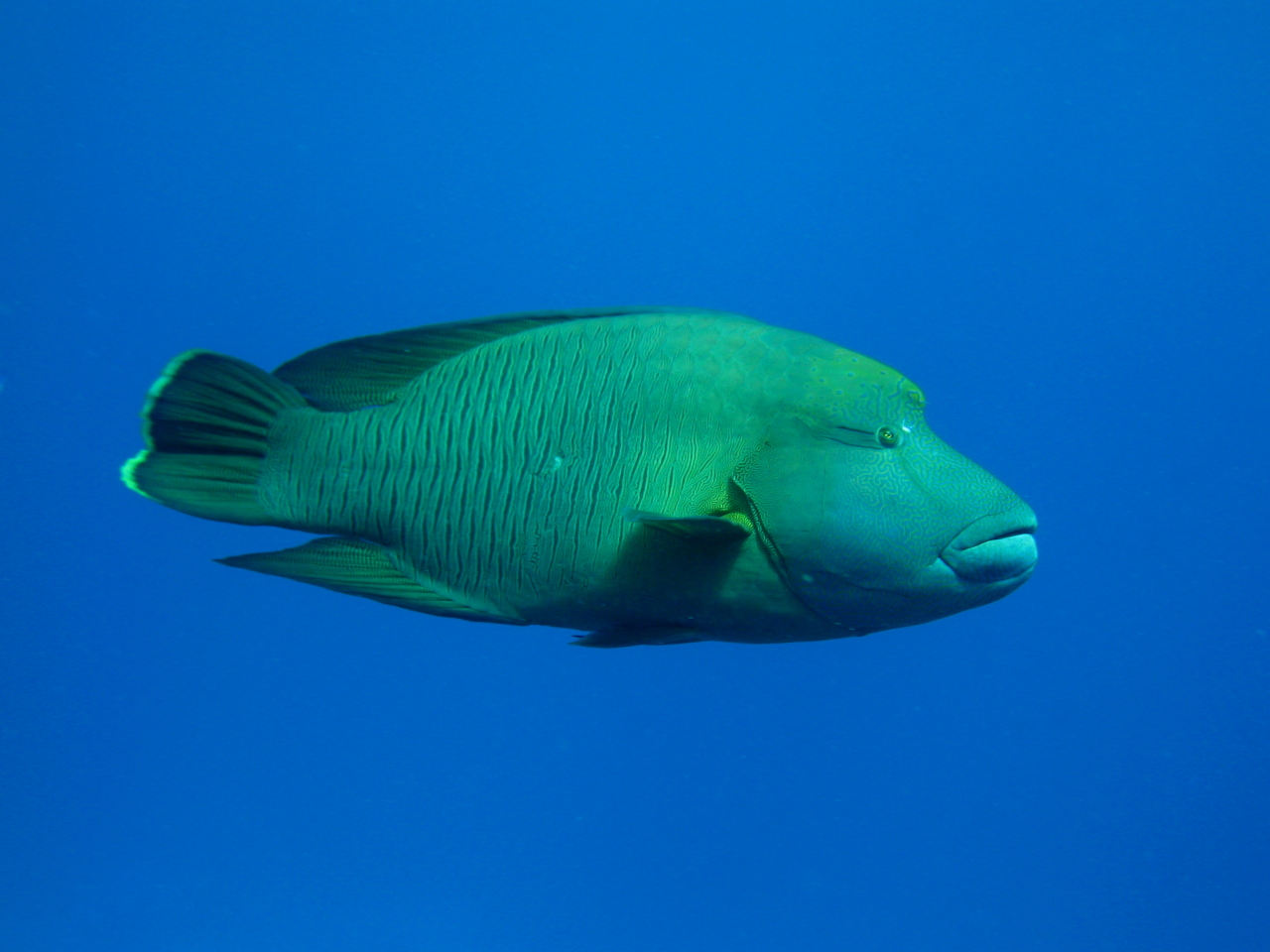
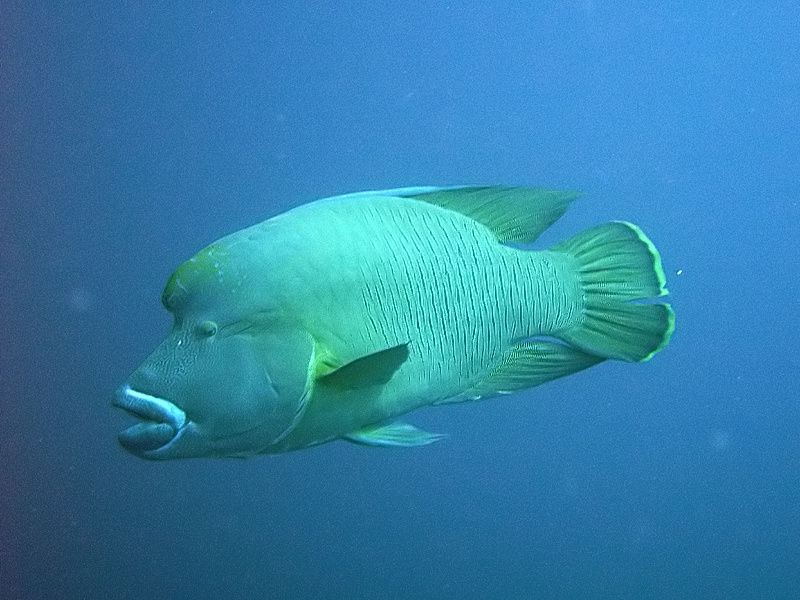
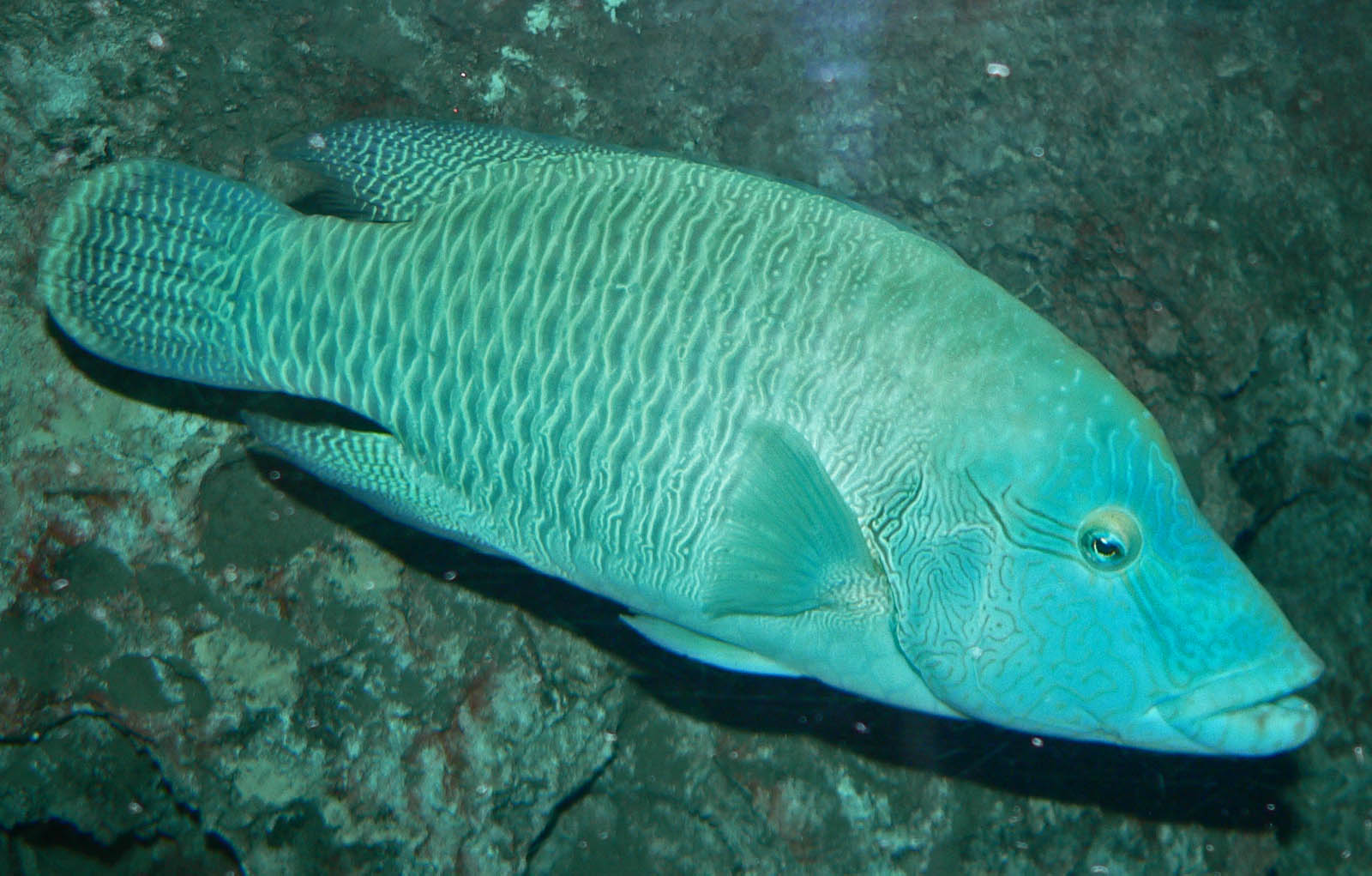

## Distribution et habitat

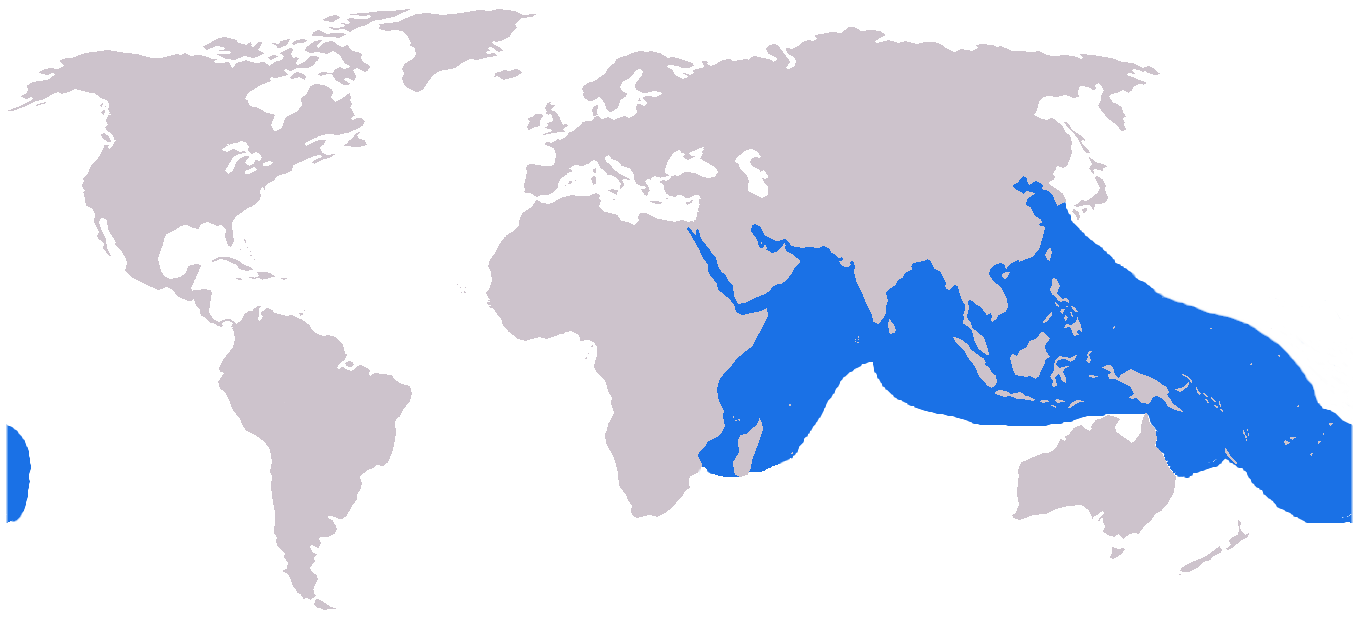

Le napoléon fréquente les eaux tropicales de l'Océan Indien, Mer Rouge incluse, jusqu'aux îles du centre de l'Océan Pacifique.
Le napoléon apprécie les pentes récifales externes, comme les pentes des passes ou les récifs bordant les lagons et ce de un à 100 m de profondeur.
Les napoléons dorment souvent dans les anfractuosités du récifs qu'ils fréquentent ou dans les épaves.

## Alimentation
Le régime alimentaire du napoléon est principalement constitué d'une grande variété d'invertébrés benthiques, de mollusques, de poissons et est capable d'ingérer des espèces toxiques comme des poissons coffres, des Acanthaster planci et des lièvres de mer et des algues[réf. souhaitée].

## Comportement
Le napoléon a une activité diurne, est solitaire, peut être parfois observé en couple ou avec un groupe de femelles en période de reproduction, et il défend un territoire.
L'espérance de vie d'un napoléon est relativement longue, l'âge maximal rapporté est de 32 ans .
Le napoléon est soumis à une métamorphose sexuelle qui est définie comme étant de l’hermaphrodisme successif de type protogyne. Ce qui signifie que les individus juvéniles sont d’abord femelles (nommé stade initial) à leur maturité sexuelle puis mâles (stade terminal).
Des études histologiques montrent que la maturité sexuelle est atteinte entre 40 et 60 cm de long.
Le changement de sexe aurait lieu aux alentours des 15 ans soit à une taille d'environ 111 cm.

## Menaces et protection
La forte demande des restaurants d'Extrême-Orient met en danger le napoléon et beaucoup d'autres espèces de poissons des récifs coralliens. Malgré leur large répartition, les populations du napoléon semblent en déclin. Compte tenu de l'âge tardif de leur maturité sexuelle, l'espèce est donc plus sensible à la pêche.
L'espèce est protégée depuis octobre 2004 et inscrite dans l'appendix II de la "Convention on international Trade in Endangered Species of Wild Fauna and Flora" (Cites) sur le fait que les populations sauvages déclinaient considérablement à cause d'un pêche non-contrôlée.
Elle est également considérée, depuis 2004, comme « Endangered » et inscrite sur la « IUCN Red List of Threatened Species » aux titres d'une probable réduction d'au moins 50 % de la population sur les 30 dernières années basée sur un index d'abondance et sur l'exploitation commerciale actuelle et potentielle de l'espèce (A2bd). Ce déclin va sûrement perdurer et s'accélérer à cause de la croissance de la demande pour l'exportation de poissons vivants (A3bd).
L'espèce était auparavant déjà protégée localement, notamment en Australie, aux Philippines, aux Maldives, aux Palaos et en Nouvelle-Calédonie.

## Spécimens
- L'aquarium du Palais de la Porte Dorée à Paris a hébergé un napoléon pendant 13 ans. À son arrivée de Bali, âgé de 2 ans, il mesurait 6 cm. En juin 2008, il a été remplacé par un spécimen plus jeune, et transféré à Océanopolis à Brest afin de pouvoir poursuivre sa croissance dans un bac plus vaste[14]. Il pesait alors 18 kg et mesurait 1 m. Accueilli dans l'aquarium brestois, il y meurt en février 2011 à l'âge de 18 ans.
- Un napoléon est visible à l'Aquarium de la Rochelle[15] et un autre a Nausicaä à Boulogne-sur-Mer.
- L'aquarium de Nouméa en Nouvelle-Calédonie a abrité un poisson napoléon jusqu'à sa mort à l'âge de 21 ans en janvier 2009[16]. Il y avait été introduit en 1988 au stade juvénile.
- Un napoléon d'un mètre a été introduit, fin 2022, à l'Aquarium de Paris, au sein du bassin "Nouvelle-Calédonie".
- Il existe un spécimen à l'aquarium de Vannes (Morbihan) ainsi qu'à celui de Biarritz (Pyrénées-Atlantiques).
- L’aquarium Océanopolis de Brest accueille également un beau spécimen